# Ad Dios
ad dios är en musikgrupp från Lund som består av Jens Andreasson och Mikael Dahlberg. De spelar syntbaserad instrumentell musik i samma genre som t ex Vangelis och Tangerine Dream. De uppger själva att deras musik är inspirerad av myter och urgamla landskap.

## Diskografi
- 1994 – Avalon
- 1996 – Ancient Landscapes
- 1999 – Aquatica
- 2002 – Echoes in Stone
- 2005 – The Endless Knot
- 2009 – Middle-Earth
- 2010 – Avalon revisited
- 2011 – Season of Tranquillity
- 2012 – Myths and Legends
- 2013 – Bilbo